# Georgette Mosbacher
Georgette Paulsin Mosbacher z domu Paulsin (ur. 16 stycznia 1947 w Highland) – amerykańska bizneswoman i polityk Partii Republikańskiej, ambasador Stanów Zjednoczonych w Polsce w latach 2018–2021.

## Życiorys
Urodzona 16 stycznia 1947 w Highland jako Georgette Paulsin. Po śmierci ojca, który zginął w wypadku samochodowym w 1959 i powrocie matki do pracy, dwunastoletnia Georgette opiekowała się młodszym rodzeństwem. Od wczesnych lat pracowała i oszczędzała, a następnie podjęła studia na Uniwersytecie Indiany, które ukończyła w 1969
Po studiach założyła przedsiębiorstwo kosmetyczne, a po jego upadku podjęła pracę dla Fabergé i wyszła za mąż za szefa przedsiębiorstwa. W 1987 kupiła podupadający koncern kosmetyczny La Prairie i przeprowadziła jego udaną restrukturyzację, a po czterech latach sprzedała go niemieckiemu koncernowi Beiersdorf. W 1992 założyła przedsiębiorstwo Georgette Mosbacher Enterprises z branży doradztwa marketingowego i została jego szefem. W następnych latach kierowała działalnością przedsiębiorstwa kosmetycznego Borghese.
Od lat 60. związana z Partią Republikańską, zasiadała we władzach partii i odpowiadała za finanse. Jest także jej sponsorką i promotorką młodych, aspirujących działaczy. Była pierwszą kobietą, która przewodziła stowarzyszeniu republikańskich gubernatorów. W 2016 prezydent Barack Obama powołał ją do Komisji Doradców ds. Dyplomacji.
13 lutego 2018 Biały Dom ogłosił jej nominację na stanowisko ambasadora w Polsce w miejsce ustępującego Paula W. Jonesa, a 12 lipca Senat Stanów Zjednoczonych zatwierdził jej wybór. 27 sierpnia 2018 w polskim Ministerstwie Spraw Zagranicznych złożyła kopię listów uwierzytelniających, a oryginał przekazała 6 września na ręce prezydenta Andrzeja Dudy.
Tygodnik „Wprost” przyznał jej tytuł Człowieka Roku 2019 za zwieńczone sukcesem starania o zniesienie wiz do USA, będące krokiem milowym w relacjach polsko-amerykańskich, i likwidację ostatniego reliktu zimnej wojny. 25 grudnia 2020, w związku z wygraną wyborów prezydenckich w USA przez Joe Bidena złożyła rezygnację z funkcji ambasadora w Polsce (ze skutkiem na dzień 20 stycznia 2021).
W lutym 2021 została współprzewodniczącą Rady ds. Trójmorza w amerykańskim think-tanku Atlantic Council.

## Odznaczenia
- Krzyż Wielki Orderu Zasługi Rzeczypospolitej Polskiej (w uznaniu wybitnych zasług w rozwijaniu polsko-amerykańskich przyjaznych stosunków i współpracy, za zaangażowanie w działalność na rzecz bezpieczeństwa międzynarodowego 2020)[10][11]

- Medal Honoru Wyspy Ellis – Stany Zjednoczone[12]

## Życie prywatne
Do 1977 była zamężna z inwestorem Robertem Muirem. Następnie, w 1979 związała się z przedsiębiorcą George’em Barriem, ale małżeństwo było nieudane i po roku para znalazła się w separacji, zaś w 1981 nastąpił rozwód. Od 1985 do 1998 była żoną Roberta Mosbachera, prezesa Mosbacher Energy i późniejszego sekretarza handlu w gabinecie George’a H.W. Busha. Z każdym ze swoich mężów rozwiodła się.
Przez wiele lat przyjaźniła się z późniejszym prezydentem Donaldem Trumpem.
Rzeczniczka Departamentu Stanu USA Heather Nauert powiedziała publicznie 27 listopada 2018, że Georgette Mosbacher ma polskie pochodzenie (Polish descent). Polscy dziennikarze zwrócili uwagę, że jest to prawdopodobnie błąd i chodziło tutaj o słowackie pochodzenie rodziców Mosbacher.